# Antilibro
Ha il nome di Antilibro un progetto nato nel 1995 per iniziativa di Francesco Pirella, Edoardo Sanguineti, Gillo Dorfles e Mario Persico per la promozione di un'editoria in proprio con connotazioni artistiche e di rottura nei confronti dell'industria editoriale.
Pirella coinvolse Sanguineti, Dorfles e Persico nella stesura di un Manifesto dell'Antilibro in cui ciascuno dei quattro autori criticava l'editoria di massa, che propone il libro come mero prodotto industriale, ma anche l'editoria cosiddetta "d'arte" che tenta di imitare le caratteristiche e la qualità del libro prodotto a mano utilizzando però carta industriale e stampa offset.
Alla critica dell'industria editoriale si affiancava la proposta di un'editoria nuova, dal contenuto di qualità, riproducibile in tempo reale con i mezzi del desktop publishing e con macchine fotocopiatrici capaci di stampare e rilegare molti volumi contemporaneamente. La veste grafica di ciascun volume poteva essere oggetto della creatività dell'autore stesso o del possessore, rendendo l'antilibro non l'imitazione del libro prodotto con la stampa a mano ma un "neolibro" che rispecchiava i cambiamenti tecnologici ma voleva stimolare una presa di coscienza individuale nel lettore/consumatore.
Possono considerarsi esempi di antilibro quelli che Pirella stesso confezionò, fra i quali: Libretto, di Edoardo Sanguineti; L'Encyclopédie di Valentina, di Guido Crepax; Lisboa Lisboa, di Fulvio Magurno e Antonio Tabucchi.
Iniziative letterarie inerenti all'Antilibro si tennero alla Cartiera di Mele (GE), aggregando il folto numero di giovani scrittori e autoproduttori genovesi che a partire dal 1996 avevano creato un fenomeno editoriale molto fertile nella città.
Altri antilibri vennero prodotti dai partecipanti alla manifestazione Fabbrica globale dell'Antilibro, tenutasi nel 1999 a Campo Ligure e nel 2000 a Genova Quarto, in quella che sarebbe in seguito diventata la sede dell'Archivio museo della stampa.